# Cosmin Șofron
Cosmin Șofron (n. 28 octombrie 1969, București) este un actor și regizor român de teatru, film și televiziune.

## Biografie
Cosmin Șofron este actor și regizor român și s-a născut în București, pe 28 octombrie 1969. Numele său întreg este Cosmin Sebastian Șofron. Părinții săi au fost: tatăl Ion, colonel în armata română (1931-2002), și mama Maria, lucrător comercial (1937-2010).
Fratele său, Cristian Șofron, născut pe 9 mai 1958 este tot actor, și este arhicunoscut pentru rolul "Mihu" din "Toate pânzele sus", dar și pentru copilul din "Atunci i-am condamnat pe toți la moarte", unde a jucat alături de Amza Pellea.
A urmat cursurile școlii generale 121 din București, apoi liceele PTTR și Tudor Vladimirescu. A fost înrolat ca militar în toamna anului 1988, la o unitate militară din Slobozia, iar Revolutia din 1989 l-a prins încă satisfăcându-și stagiul militar, la CCA București.
A jucat în filme încă de la vârsta de 7 ani, sub îndrumarea regizorului Lucian Bratu, apoi a Mariei Callas-Dinescu, Nicu Stan, Nicolae Corjos, Sergiu Nicolaescu, și mulți alții. A absolvit Academia de Teatru și Film București (actuala UNATC) în 1997, la clasa profesorilor Alexandru Repan, Mitică Popescu, Victor Ștrengaru.

## Teatru
Din activitatea sa în teatru:
2012 rol principal și regizor secund al spectacolului „Trei prințese fermecate” de Cristian Pepino la teatrul „Masca”, regia Cristian Pepino;
2011 "Angelo" în spectacolul "Comedia erorilor" de W. Shakespeare la Teatrul Masca, regia Mihai Mălaimare;
2011 "Arlecchino" în spectacolul "Bădăranii" ("I quatro rusteghi") după Carlo Goldoni la Opera Natională din București, regia Peter Pavlik;
2010 "Pantalone" în spectacolul "Îndrăgostiții" la Teatrul "Masca" ; scenariu și regia Michelle Modesto Cassarin;
2010 "Soldatul" în spectacolul "Prințesa din Castelul de aramă" la Teatrul "Masca", regia Marius Pepino;
2010 - "Pantalone" și regizor secud al spectacolului "Anselmo" la teatrul Nottara din București, regia Mihai Gruia Sandu;
2009- "Arlecchino" în spectacolul „Don Pasquale” la Opera Națională din București;
2006 - "Jules Verne" în spectacolul „Marginea Eternității” la teatrul BULANDRA - spectacol transmis de televiziunea Alfa TV;
2005 - "Gigel" în spectacolul „În luptă cu TAGATA” la teatrul EXCELSIOR - scenariul Ion Lucian și Mircea Anca, regia Mircea Anca;
2004 - "Prâslea" în spectacolul „Prâslea și merele de aur” la teatrul EXCELSIOR- scenariul și regia Mircea Anca;
2004 - "Peter Munk" în spectacolul „Inimă de piatră” la teatrul EXCELSIOR - scenariul Ion Lucian, regia Vasile Manta;
2002 – "Scenaristul" în spectacolul „Zadarnicele chinuri ale unui scenarist” la teatrul ACT, scenariul Teodora Herghelegiu, regia Gabriel Coveșeanu;  
2002 – rol în spectacolul „Toți bărbații sunt curve” la clubul „PROMETHEUS” – scenariul David Mamet, regia Florin Piersic Jr.;
2000 – "Ștefan Vardia" în spectacolul „Nota zero la purtare” la teatrul C. Tănase –  scenariul Octavian Sava, regia Ion Lucian;
1999 – "Aladin" în spectacolul „Aladin și lampa sa” la teatrul EXCELSIOR – scenariul Al. Andy Kessler, regia Ion Lucian;
1998 – "Comisul Cățeleanu" în spectacolul „Viforul” după B.St. Delavrancea, la teatrul NOTTARA – regia Alexandru Darie;
1998 – dublu rol "Castor" și "Polux" în spectacolul „Ah, bacalaureatul” după „Fata Morgana” de D. Solomon, la TEATRUL NAȚIONAL BUZĂU – regia Ion Lucian;
1997 – "Arlecchino" în spectacolul „All’improvisso” la teatrele CASANDRA și NOTTARA –scenariul și regia Mihai Gruia Sandu;
1997 – "Shawn Keogh" în spectacolul „Playboy” la TEATRUL NAȚIONAL BUCUREȘTI – după „Năzdrăvanul Occidentului” de John Millington Singe, regia Nona Ciobanu;
1996 – mai multe roluri în spectacolul „Ultimele Știri” la teatrul BULANDRA – scenariul Adrian Dohotaru, regia Mara Pașici;
1995 – "Baronul" în spectacolul „Thomas Becket” de Jean Anouilh la teatrul NOTTARA –regia Alexandru Repan;
1995 – "Weston Hurley" în spectacolul „5-th OF JULY” la teatrul româno-american EUGENE O’NEIL – scenariul Landford Wilson, regia Elliot Swift;
1992 – rol fără nume în spectacolul „A murit moartea, măi” la teatrul MASCA – scenariul și regia Mihai Mălaimare;
1991 – "Funcționar" în spectacolul „Mantaua” după Gogol la teatrul MASCA – scenariul și regia Mihai Mălaimare;
1990 – "Nino" în spectacolul „Clovnii” la teatrul MASCA –scenariul și regia Mihai Mălaimare;
1988 – debut în teatru – mai multe roluri în spectacole de revistă la „Estrada Armatei” sub îndrumarea regizorală a lui Nicolae Frunzetti;

## Filmografie
- Vreau să știu de ce am aripi (1984) - Dan
- Cale liberă (1987) - nemenționat
- Extemporal la dirigenție (1988) - elevul Buzescu
- Liceenii în alertă (1993) - Cosmin
- Stare de fapt (1995)
- Triunghiul morții (1999) - căpitanul Dan

2003 – „Soriani" în filmul artistic co-producția franco-română „La Femme De L’Ombre”, scenariul Anne Landois, regia Gérard Cuq.
2001 – „Hoțul" în filmul artistic de lung metraj „În fiecare zi Dumnezeu ne sărută pe gură”, scenariul și regia Sinișa Dragin;
1998 – "Cedric" în filmul
artistic co-producție româno-franceză „Rendez-vous avec la mort”, scenariul Philippe Isard și Christian Francois, regia Christian Francois;
1998 – „Vlathos" în filmul artistic co-producție româno-canadiană „Space Vampires”–scenariul Mark Collier, regia Martin Wood;
1997 – „Polițistul” în filmul artistic de lung metraj „Homicide conjugal”, co-producție francezo-română, scenariul Eric Assous, regia Gerard Cuq;
1997 – „Paramedic” în filmul artistic de lung metraj „The Midas Touch”, co-producție americano-română, scenariul Keith Estrada și Peter Fedorenko, regia Peter Manoogian;
1997 – „prietenul Sofiei” în filmul artistic de lung metraj „The Vampire Journals”, co-producție americano-română, scenariul și regia Ted Nicolaou;
1985 – „Traian" în filmul artistic de lung metraj „Marele premiu”, scenariul Chiril Tricolici, regia Maria Callas-Dinescu;
1981 – rol în serialul de televiziune „Lumini și umbre”, regia Andrei Blaier;
1976 - debut în film – rol principal în filmul „Ritmuri”, scenariul și regia Lucian Bratu;

## Activitate în televiziune
Actorul și regizorul Cosmin Șofron are o bogată activitate artistică atât în radio cât și în televiziune. Din colaborările sale în televiziune amintim:
-  prezentator al emisiunii „Jumătatea ta” 1999-2001, emisiune zilnică - T.V.R.1;
-  prezentator al emisiunii „Cazuri și necazuri în dragoste”  - 1996-1999, T.V.R.1;
-  prezentator al emisiunii „5 the best” - 1998, TVR 1;
- "Cocoșul"în piesa de televiziune „Începutul sfârșitului”  -regia Domnița Munteanu;
- "Studentul" în piesa de televiziune „Capul de rățoi”  -regia Constantin Dicu;
- "Ștefan Vardia" în piesa de televiziune „Nota zero la purtare”, scenariul Octavian Sava, regia Ion Lucian; - 2005
Începând cu anul 1995 ia parte la mii de dublaje pentru desene animate și filme artistice de lung metraj, fiind una dintre cele mai cunoscute voci din România.
Este de asemeni unul dintre cei mai cunoscuți și respectați regizori de dublaj, cu una dintre cele mai de invidiat cariere în acest domeniu. El este vocea 'Bestiei" din "Frumoasa și bestia", a lui "Marty" din seria "Madagascar", a lui "Igor" din „Igor”, "Tulio" din „Rio”, "Flint Lockwood" din "Stă să plouă cu chiftele" și multe, multe alte voci;
Este regizorul de dublaj al unor filme de desene animate celebre, cum ar fi: "Cartea Junglei", "Tinkerbell (Clopoțica)", "Madagascar", "Kung Fu Panda", "Fabrica de râs a lui Mickey", "Fabrica de râs a lui Goofy", "Robin Hood", "Atlantis-Imperiul dispărut", "Mulan", "Lilo si Stitch", ''Dumbo'', ''Arthur", "Toată lumea il iubeste pe Mickey Mouse", "Mickey îl salvează pe Moș Crăciun", "Igor", "Ice Age", "Cum să-ți dresezi dragonul" și altele, cât și al filmelor artistice "Întâlnire cu un star", "Fetele de la lăptărie (Cow Belles)", "Întâlnire cu un vampir", "The Ride (Cursa)", "Halloween Town", și altele.